# Rhamdella
Rhamdella es un género de peces de agua dulce de la familia Heptapteridae en el orden Siluriformes. Se distribuye en América del Sur. La mayor especie alcanza una longitud total de 22 cm. Está integrado por 8 especies.

## Taxonomía
El género Rhamdella fue descrito originalmente en el año 1888, por los ictiólogos estadounidenses Rosa Smith Eigenmann y Carl H. Eigenmann, este último nacido en Alemania.
Especies
Este género se subdivide en 9 especies, si bien el número varía según los distintos autores.
- Rhamdella aymarae Miquelarena & Menni, 1999
- Rhamdella cainguae Bockmann & Miquelarena, 2008
- Rhamdella eriarcha (C. H. Eigenmann & R. S. Eigenmann, 1888)
- Rhamdella exsudans (Jenyns, 1842)
- Rhamdella jenynsii (Günther, 1864)
- Rhamdella longiuscula C. A. S. de Lucena & J. F. P. da Silva, 1991
- Rhamdella montana C. H. Eigenmann, 1913
- Rhamdella rusbyi N. E. Pearson, 1924
- Rhamdella zelimai Reis, Malabarba y Lucena, 2014